# Milpillas
Milpillas es una localidad del estado mexicano de Jalisco. Es parte del municipio de Atotonilco el Alto.

## Demografía
| Gráfica de evolución demográfica |
|                                  |

| Censo | Población |
| ----- | --------- |
| 1900  | 665       |
| 1910  | 598       |
| 1921  | 767       |
| 1930  | 724       |
| 1940  | 918       |
| 1950  | 765       |
| 1960  | 1 010     |
| 1970  | 929       |
| 1980  | 1 084     |
| 1990  | 1 258     |
| 2000  | 1 620     |
| 2010  | 1 826     |
| 2020  | 2 068     |